# Gisela Pekrul
Gisela Pekrul, geb. Grabs,  (* 10. Februar 1944 in Wolteritz) ist eine deutsche Verlegerin, Autorin und Herausgeberin.

## Werdegang
Nach dem Schulbesuch in Wolteritz und Rackwitz erlernte sie von 1960 bis 1963 im VEB Chemische Werke Buna in Schkopau den Beruf einer Chemielaborantin (Berufsausbildung mit Abitur) und studierte danach bis 1968 an der Karl-Marx-Universität Leipzig Mathematik, Abschluss als Diplommathematikerin. Von 1968 bis 2006 wohnte sie in Schwerin und zog 2007 nach Godern, das 2012 nach Pinnow eingemeindet wurde.
Sie arbeitete als Problemanalytikerin, Programmiererin und Bereichsleiterin EDV. Nach 1989 hielt sie Computerlehrgänge für Arbeitslose und war von 1993 bis 1994 ein Jahr arbeitslos. 1994 hat sie gemeinsam mit ihrem ältesten Sohn Sören den Verlag Edition digital gegründet und die erste CD-ROM über Mecklenburg-Vorpommern herausgebracht.
1999 wurde der Bereich der Softwareentwicklung für Elektronische Publikationen ausgegliedert und die EasyBrowse EP-Service GmbH gegründet. Diese wurde 2008 mit knapp 20 Mitarbeitern und sehr guten Referenzen bei großen Fachverlagen an die Ovidius GmbH verkauft. Ovidius wurde inzwischen von der gds GmbH übernommen. Die Software EasyBrowse gibt es – natürlich in einer Weiterentwicklung – immer noch.
Seit 2008 forciert Gisela Pekrul die Verlagstätigkeit, jetzt mit dem Schwerpunkt E-Books von DDR-Autoren.
Sie hatte vier Söhne, ein Sohn ist im Alter von 25 Jahren verstorben. Gisela Pekul hat sechs Enkel und einen Urenkel.

## Publikationen
- Schwerin auf historischen Ansichtskarten. Teil 1: Schwerin in den Grenzen von 1884 (gemeinsam mit Manfred Krieck). Godern 2009. ISBN 978-3-931646-34-9
- Schwerin auf historischen Ansichtskarten. Teil 2: Schloss und Umgebung (gemeinsam mit Manfred Krieck). Godern 2009. ISBN 978-3-931646-37-0
- Schwerin auf historischen Ansichtskarten. Teil 3: Stadterweiterungen ab 1884 (gemeinsam mit Manfred Krieck). Godern 2010. ISBN 978-3-931646-39-4
- Handwerks-, Innungs- und historische Zunftzeichen. Teil 1: Bau- und Ausbaugewerbe (mit Grafiken von Ernst Franta). Godern 2010. ISBN 978-3-931646-42-4
- Schöne alte Zunftzeichen (mit Grafiken von Ernst Franta). Godern 2011. ISBN 978-3-931646-61-5
- Historische Handwerkszeichen (mit Grafiken von Ernst Franta). Godern 2011. ISBN 978-3-931646-55-4
- Die Zeichen der Handwerker (mit Grafiken von Ernst Franta). Godern 2011. ISBN 978-3-9804256-2-9
- Oma, ich kann deine Geschichten schon lesen. Godern 2013. ISBN 978-3-86394-451-3
- Die Abenteuer der Kriegskinder. Geschichten von Mut und Magie. Pinnow 2023. ISBN 978-3-96521-966-3
- Reise zum Schutz des Planeten. Von Eisbären, Bienen und Sonnenenergie. Pinnow 2023. ISBN 978-3-96521-971-7
- Von 2023 nach 1650: Eine unglaubliche Reise der Schweriner Brüder. Bad Salzdetfurth 2023. ISBN 978-3-96521-974-8
- Weisheit und List. Fabeln aus dem Wald. Pinnow 2024. ISBN 978-3-68912-228-7
- 24 Wunder der Weihnacht. Adventskalender zum Lesen und Vorlesen. Pinnow 2024. ISBN 978-3-689-12393-2
- Friedrich Wolf: Werkverzeichnis. Pinnow 2024. ISBN 978-3-68912-359-8
- Eulenspiegels große Reise – 96 Streiche in Wort und Bild. Originaltexte & Nacherzählung, 194 Bilder. Pinnow 2025. ISBN 978-3-68912-526-4
- Weihnachten weltweit – 24 Geschichten zum Staunen. Adventskalender zum Lesen und Vorlesen. Pinnow 2025. ISBN 978-3-68912-502-8

## Herausgaben und Mitwirkung
- Klaus Möckel: Bäckerbrot und Bergkristall. Nach den Aufzeichnungen von Gisela Pekrul. Pinnow 2012. ISBN 978-3-86394-804-7
- Angelika Hofmann: Geschichte lebendig erhalten – Erlesenes, Erfahrenes, Erlebtes. Versuch einer Chronik von Wolteritz und Lössen (Herausgeber: Gisela Pekrul). Pinnow 2020. ISBN 978-3-96521-175-9